# 点拡がり関数

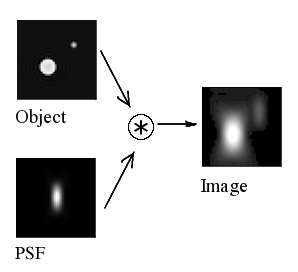
共焦点顕微鏡における画像形成: 中心長手方向 (XZ) のスライス。
3次元的に取得された分布は、実際の光源にPSFが畳み込みされたものとなる。

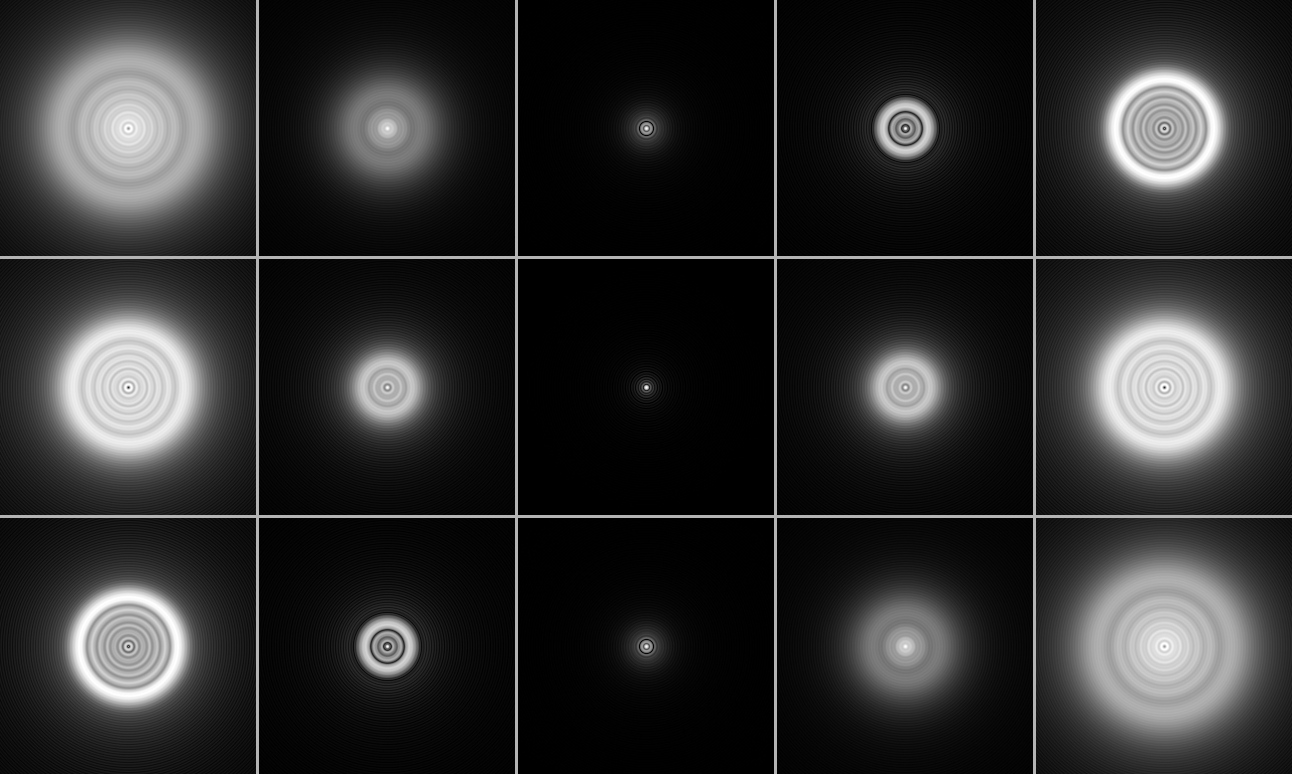
球面収差が負(上)、ゼロ(真ん中)、正(下)の光学系で取得された点光源の像。
左側は内側に、右側は外側にデフォーカスされたもの。

点拡がり関数（てんひろがりかんすう、英: Point spread function、PSF）または点像分布関数（てんぞうぶんぷかんすう）は、光学系の点光源に対する応答を表す関数である。より一般的な表現はインパルス応答であり、PSFは結像した光学系のインパルス応答と言える。
PSFは様々な文脈で利用され、解像されない被写体で現れる像の中のぼやっとした部分と考えられる。
機能的な意味では、光学伝達関数の空間領域バージョンである。フーリエ光学、天文学、電子顕微鏡や、他のイメージング技術（共焦点レーザー顕微鏡のような3次元顕微鏡、蛍光顕微鏡など）において有用な考え方である。
点被写体が拡散している（ボケている）程度は、結像系の品質の尺度である。蛍光顕微鏡や望遠鏡、光学顕微鏡などコヒーレントでない結像系においては、結像プロセスはそのパワーの面で線形であり、線形系理論によって記述される。光がコヒーレントな場合、結像は複素電場で線形となる。これは、2つの物体AとBとが同時に結像される時、その結果が独立に結像したものの和に等しいことを意味する。換言すると、Aの結像はBの結像には影響されずその逆も真であると言え、それは光子の非相互作用的な性質による（ここでいう和とは光の波動の和であり、非結像面においては光の波動は打ち消し合ったり強め合ったりして干渉を起こしうる）。

## 導入
光学的像形成の線型性という長所、つまり
Image(Object1 + Object2) = Image(Object1) + Image(Object2)
によって、顕微鏡や望遠鏡での物体の像は、二次元のインパルス関数の加重総和として物体空間視野を表現することと、これらインパルス関数の「像」の加重総和として像空間視野を表現することにより計算できる。これは「重ね合わせの原理」として知られ、線型性が成り立つ。物体平面の個々のインパルス関数で表現された像は点拡がり関数（PSF、点像強度関数）と呼ばれ、物体面における数学的な光の「点」が像面内の有限範囲に「広がって」形成されるという事実を反映している。（数学や物理学の分野ではグリーン関数やインパルス応答関数として参照できるかもしれない。）
物体をいろいろな強度の離散的な物体に分ければ、物体の像はそれぞれの点のPSFの和として計算される。PSFは典型的には像形成系（顕微鏡や望遠鏡）により総合的に決まるので、像全体は光学系の特性を知ることによって表現できる。
この過程は、畳み込みの式として普通定式化される。顕微鏡像の加工や天文学では、計測装置のPSFを知る事はデコンボルーション [:en]による（元の）像復元に非常に重要である。
en:Point spread function Introduction (16:39, 16 April 2010 UTC) を翻訳

## 理論
点拡がり関数は物体平面の位置に独立させて良い。この場合「シフト不変量」と呼ばれる。さらに光学系に歪曲が無い場合は、像平面の座標 (xi, yi ) と物体平面の座標 (xo, yo ) には倍率 M を用いて次の関係が成り立つ。
{\displaystyle (x_{i},y_{i})=(Mx_{o},My_{o})}
結像系が倒立像を作るなら、像平面の座標は物体平面の座標軸を単純に反転すれば良い。これら2つの仮定、つまりPSFがシフト不変量であり歪曲がないときには像平面の畳み込み積分の計算は素直な過程となる。数学的には物体平面視野を次のように表現することができる。 
{\displaystyle O(x_{o},y_{o})=\int \!\!\int O(u,v)~\delta (x_{o}-u,y_{o}-v)~\mathrm {d} u\,\mathrm {d} v}
すなわち、重み付けしたインパルス関数の総和として、もっともこれは2次元のデルタ関数のふるい分け特性をほんの始めたばかりであるが（議論はずっと下方）。
像平面視野をそれぞれ独立したインパルス関数の重ね合わせとして計算するために、上記で許された形に物体透過関数を書き換えるなら、つまり物体平面 O (xo , yo ) と「同じ」重み付けを用いた像平面の中で加重点拡がり関数による重ね合わせであるとする。
数学的には像は次のように表現される。
{\displaystyle I(x_{i},y_{i})=\int \!\!\int O(u,v)~\mathrm {PSF} (x_{i}-Mu,y_{i}-Mv)\,\mathrm {d} u\,\mathrm {d} v}
ここで PSF(xi − Mu, yi − Mv) はインパルス関数δ(xo − u, yo − v) の像である。
2次元インパルス関数は以下の図に示す角柱関数の（横の次元の w が零という）制限された関係として良い。
このように像平面は正方形の領域に分割され、これらはそれぞれが角柱関数で関連づいていると考える。
柱の高さh が1/w2 を保つなら、横次元としてのw は零となり、高さh は（積分された）体積が定数1のままであるという道理のため無限大となる。これは2次元インパルスに（上式で暗黙的に）ふるい分け性質を与え、2次元インパルス関数 (x − u, y − v) は、他のどんな連続関数f (u, v) に対しても積分され、たとえば点(x, y) のインパルスの位置でのf が「ふるい落とされ」る。
完全点光源物体の概念はPSFの考えにたいへん重要なので、先に進む前に時間を割く価値がある。第一にそのような完全な数学的な点放射源は自然界にない。概念は完く現実的でなく、数学的に構築されたモデルであり光学像形成手段を理解するため以外の何者でも無い。2次元物体平面の点光源であるという事実から来る点光源の概念の実用性は、完全な形状の、振幅、球面波（波面が完璧に球面）で球面のどの方向へも等しい強度で位相面が外へ進むという放射であるとできることだ（ホイヘンスの原理を参照）。このような揃った球面波の光源を以下の図に示す。また完全点光源放射体が揃った波長帯の伝播する平面波を放射するだけでなく同じように揃った波長帯で指数関数的に減衰するエバネッセント波も包含する。さらにこれらは波長より細かな解像でも信頼できることだ（フーリエ光学を参照）。これは続く2次元インパルス関数のフーリエ変換表現から追うことができる。
{\displaystyle \delta (x,y)\propto \int \!\!\int e^{j(k_{x}x+k_{y}y)}\,\mathrm {d} k_{x}\,\mathrm {d} k_{y}}
二次レンズが球面波の「部分」を切り取り像平面にぼやけた点として再焦点を結ぶ。単一レンズでは光軸上の点光源は像平面にエアリーディスクPSFを構築する。これは次の方法から来る。「示せること」は（フーリエ光学、ホイヘンスの原理、フラウンホーファー回折を参照）、平面的な物体から放射された場（または相互に平面的な像に収斂された場）が、フーリエ変換(FT)を介して光源（や像）平面分布に関連するということだ。加えて円形領域（ひとつのFT領域内）で揃った関数は別のFT領域のエアリー関数J1(x)/x に関連する。J1(x) は第一種第一次のベッセル関数である。すなわち収斂し揃った球面波が通る均一に照明された円形開口は焦点面においてエアリー関数像をもたらす。例として2次元エアリー関数の図を隣接して示す。
故に、収斂する（「部分的な」）球面波は上図で示すように像平面中でエアリーディスクを形成する。エアリー関数の議論は重要で、なぜならこのエアリーディスクの「尺度」を決めるからである（言い換えれば、像平面の円盤がなんと大きいことか）。もしΘmaxがレンズの軸に対して最大角を持って収斂するならばr は像平面内の放射距離であり、波数 k = 2π/λ（ここでλは波長）である。そしてエアリー関数の議論はkr tan(Θmax)となる。Θmaxが小さい（小さな収斂球面波の部分だけが像形成に用いられる）ならば放射距離r は大変大きく、総合的にエアリー関数の議論をする以前に中心点から大きく出てしまう。換言すればΘmaxが小さいときはエアリーディスクは大きい。（which is just another statement of Heisenberg's uncertainty principle for FT pairs, namely that small extent in one domain corresponds to wide extent in the other domain, and the two are related via the space-bandwidth product. ？）この長所である高倍率の光学系、とりわけ小さなΘmax値を持つ場合は（アッベの正弦条件による）、拡がったPSFに応じぼやけた像ができる。PSFの大きさは倍率に比例するので、ぼけも相対感覚からは悪くないが絶対感覚では全く悪いものだ。上図のレンズによる入射球面波の断面図において重要な事実を記載できる。レンズの点拡がり関数またはインパルス応答関数を計測するために完全な点光源つまり完全な球面波をあらゆ空間方向に放射するという光源は必要でない。我々のレンズは単に有限な（角度）帯域であり有限の切り取り角であるからだ。それゆえどんな角度帯域を含む光源でもレンズの周辺角の通過（すなわち光学系の帯域の外）まで広がる角度、根本的に角度帯域を捨てることになる。なぜならレンズはその過程において切り取りができないからだ。結果として完全点光源は完全な点拡がり関数の計測のために要求されない。必要なのは試験されるレンズの角度領域よりも少なくとも大きな角度領域の光源である。（そしてもちろん角度範囲で均一であること。）言い換えれば要求されるのはレンズの縁までの角度よりも大きな収斂球面波の半角を形成するような点光源である。
en:Point spread function Theory (16:39, 16 April 2010 UTC) を翻訳

## 歴史と手法
点拡がり関数の回折理論はエアリーが19世紀に初めて研究した。彼は収差の無い理想光学系で点拡がり関数の振幅と強度の式を構築した。（エアリーディスクと呼ばれる。）最良焦点面に近い収差が有る点拡がり関数の理論はオランダ人物理学者ゼルニケとニーボアが1930年から1940年代に研究した。彼らの分析の中心的役割はゼルニケの円多項式により演じられる。この式は回転対称ないかなる光学系による収差でも効率的に表現できる。最近の分析結果では最良焦点面付近の広い範囲の点拡がり関数の評価へニーボアとゼルニケの手法を拡張することを可能にした。この拡張ニーボア・ゼルニケ理論（Extended Nijboer-Zernike (ENZ) theory）は共焦点顕微鏡での3次元物体の不完全な像形成や非理想的像形成状態での天文学の研究で役に立つ。ENZ理論は焦点前後の強度分布を測定することや適当な逆問題を解くことにより、収差に関する光学機器の特性表現へも応用される。
en:Point spread function History and methods (16:39, 16 April 2010 UTC) を翻訳

## 顕微鏡学におけるPSF
顕微鏡学では、解像度以下の（点状の）光源を見つけるのが難しいため、実観察によるPSFの決定は通常複雑である。
この目的には量子ドットや蛍光ビーズが通常使われる。
Vertico SMI（鉛直型空間変調照明顕微鏡、en）による顕微鏡学はPSF工学とも言える光学的工程で、照明光の波長に比べ小さい蛍光物体について距離の計測精度が最大となるように光学的解像度を増すか、または他の構造パラメータをナノメートル領域へ展開することにより、適切な方法でPSFを変化させる。

## 天文学におけるPSF
観測天文学（en）では、対象（恒星やクエーサーなど）が十分に点光源であるため、実観測によるPSFの決定は非常に簡単である。
PSFの形状とその元となるものは、観測装置やその用いられ方に大きく依存しうる。
電波望遠鏡や回折限界に達する宇宙望遠鏡では、PSFの主要因は周波数領域における開口の状態から推測されうる。
実際には、複雑な光学系内の様々な構成要素による影響が考えられる。
PSFの完全な記述には、検出器内での光（あるいは光電子）の回折や、人工衛星や望遠鏡の追尾エラーも含まれる。
地上の光学望遠鏡では、（シーイングとして知られる）大気の乱れがPSFの主要因となる。高解像度の地上撮像では、PSFは像内の位置によって異なる場合が多い（anisoplanatismと呼ばれる）。地上での補償光学系では、PSFは系の開口と補正しきれなかった大気の影響とを合わせたものとなる。

## 眼科学におけるPSF
PSFは近年、眼科学にとって有用な診断手段となった。
患者の眼は波面センサで測定され、特別なソフトウェアでPSFが計算され、それによって医師は患者が見ているものを診ることができる。
また、この手法によって医師は患者に適応可能な治療法をシミュレートし、その治療法が患者のPSFをどう変えるかを知ることができる。
さらに、補償光学系を用いてPSFを最小化させることもできる。
この方法をCCDと組み合わせると、他の方法では in vivo（生体のまま）で観察することができない錐体などの解剖学的構造を可視化するのに用いることができる。